# راضي المهنا
راضي جمعة المهنا (22 سبتمبر 1966 - ) ممثل سعودي من مواليد عام 1966 في الأحساء، شارك في كثير في الأعمال الدرامية السعودية والخليجية في مجال المسرح والإذاعة والتلفزيون والسينما. ويعتبر من الممثلين الكوميديين بالمنطقة. شارك في الفيلم السينمائي السعودي مناحي. راضي متزوج، ومن مشجعي نادي الأهلي السعودي.

## أعماله الفنية

### مسلسلات
| سنة الأنتاج | المسلسل                       | بمشاركة                                                              |
| ----------- | ----------------------------- | -------------------------------------------------------------------- |
| 1998        | القطيعه                       | طارق النفيسي، سمير الناصر، إبراهيم السويلم، لطيفة المجرن             |
| 2000        | طاش ما طاش                    | فهد الحيان، عبد الإله السناني، شافي الحارثي، صالح الحناكي            |
| 2000        | شؤون عائلية 2                 | زهرة عرفات، محمد العيسى، ريفان كنعان، عبدالعزيز الحماد               |
| 2000        | الفارس المغوار                | ليلى سمور، حسن دكاك، حسن البلام، حسن عسيري                           |
| 2001        | طعم الأيام                    | عبدالمحسن النمر، عبير أحمد، أسمهان توفيق                             |
| 2002        | شوية ملح                      | عبدالمحسن النمر، غادة الفيحاني، عبدالعزيز جاسم، طارق العلي           |
| 2002        | خلف خلاف (ج2)                 | حسن البلام، حورية عرفات، سعاد علي، حسن عسيري                         |
| 2003        | الحلم المر                    | راشد الورثان، لطيفة المجرن، مازن عجاوي، سهير فهد                     |
| 2004        | من الواحد إلى المليون         | ناريمان عبدالكريم، عبد الله المزيني، علي إبراهيم، عبدالعزيز السكيرين |
| 2004        | مثلك عارف                     | بشير الغنيم، لطيفة المجرن، فاطمة الحوسني، عبير أحمد                  |
| 2004        | سوالف حريم                    | زينب العسكري، يونس شلبي، عبد الرحمن العقل، مديحة الحيدري             |
| 2004        | أبو العصافير                  | خالد سامي، سعد المدهش، عبد المحسن النمر                              |
| 2005        | مجاديف الامل                  | عبد الله الربيع، حبيب الحبيب، محفوظ المنسف، راشد الورثان             |
| 2005        | عصام ورشا                     | إبراهيم الحساوي، رنا أبيض، عارف الطويل                               |
| 2005        | إخواني أخواتي                 | فايز المالكي، محمد العيسى                                            |
| 2006        | ماكو فكة                      | تركي اليوسف، محمد العيسى، رنا أبيض، مشعل المطيري                     |
| 2016        | اوراق سجينة                   | عبير أحمد، سعد خضر، محمد الجناحي، شيماء سبت                          |
| 2007        | فواصل                         | بدور عبد الله، أميرة محمد، لطيفة المجرن                              |
| 2007        | غشمشم2                        | فهد الحيان، هيا الشعيبي، حبيب الحبيب، حمد المزيني                    |
| 2007        | عمشة بنت عماش                 | مروة محمد، عبد الله العامر، عبد الله السناني، عماد اليوسف            |
| 2007        | سند وأبطال الغابة             | أحمد الحسن، ممدوح سالم، عدنان بالعيس                                 |
| 2007        | محسن الهزاني أمير الحب والحرب | ناصر عبدالرضا، شهد الياسين، مريم الغامدي، طلال السدر                 |
| 2008        | حارتنا حلوة                   | جميل القحطاني، بشير غنيم، محفوظ المنسف، سمير الناصر                  |
| 2009        | شعبان في رمضان                | إنتصار الشراح، يوسف الجراح، مها سالم، رزيقة الطارش                   |
| 2009        | الساكنات في قلوبنا            | ريم عبدالله، لمياء طارق، مروة محمد، حبيب الحبيب                      |
| 2012        | يا تصيب يا تخيب               | خالد البريكي، شمعة محمد، هيفاء حسين                                  |
| 2016        | مستر كاش                      | عبدالله السدحان، علي المدفع، محمد العيسى                             |
| 2016        | شرباكة                        | مها سالم، شفيقة يوسف، وفاء مكي                                       |
| 2016        | شد بلد                        | أسعد الزهراني، أفنان فؤاد                                            |

## وصلات خارجية
- راضي المهنا على موقع IMDb (الإنجليزية)
- راضي المهنا على موقع قاعدة بيانات الأفلام العربية